# Ringinlarik
Ringinlarik is een bestuurslaag in het regentschap Boyolali van de provincie Midden-Java, Indonesië. Ringinlarik telt 2713 inwoners (volkstelling 2010).